# 3011 Chongqing
3011 Chongqing este un asteroid din centura principală, descoperit pe 26 noiembrie 1978 de Observatorul Zijinshan.